# Otto Pfänder
Otto Pfänder (Stuttgart?, 1876? – Esch, 7 mei 1907) was een Duits technicus die betrokken was bij de constructie van auto's.
Pfänder werkte aanvankelijk bij Daimler waar hij met Hofmann de versnellingsbak voor de eerste Mercedes ontwierp. Later werkte hij voor Clément-Bayard, en ten slotte was hij technisch directeur bij het Belgische merk Pipe. Pfänder kwam op dertigjarige leeftijd om het leven als bijrijder van een door Charles Deplus bestuurde Pipe raceauto, die verongelukte tijdens een testrit voor de Kaiserpreis.